# Robert Ballaman
Robert Ballaman (Reconvilier, 21 juni 1926 - 5 september 2011) was een Zwitsers voetballer die speelde als aanvaller.

## Carrière
Ballaman startte zijn profcarrière bij FC Biel-Bienne waar hij vier seizoenen speelde en in 1947 de landstitel mee veroverde. Een tweede en derde landstitel veroverde hij in 1952 en 1956 in zijn periode bij Grasshopper Club Zürich. Hij wist ook twee bekers te veroveren in 1952 en 1956. Daarna speelde hij nog een seizoen bij FC Winterthur.
In 1948 maakte hij zijn debuut voor Zwitserland, hij speelde in totaal 50 interlands en wist 19 keer te scoren. Hij speelde met Zwitserland op het WK 1954 in eigen land, hij wist vier keer te scoren.

## Erelijst
- FC Biel-Bienne
  - Landskampioen: 1947
- Grasshopper Club Zürich
  - Landskampioen: 1952, 1956
  - Zwitserse voetbalbeker: 1952, 1956